# Маи Аизава
Маи Аизава (јап. 相澤 舞衣; Мије, 10. септембар 1980) бивша је јапанска фудбалерка.

## Репрезентација
За репрезентацију Јапана дебитовала је 1999. године. За тај тим одиграла је 5 утакмица и постигла је 4 гола.

## Статистика
| Јапан  | Јапан | Јапан |
| Год.   | Ута.  | Гол.  |
| ------ | ----- | ----- |
| 1999   | 3     | 4     |
| 2000   | 0     | 0     |
| 2001   | 0     | 0     |
| 2002   | 2     | 0     |
| Укупно | 5     | 4     |